# Edgware
Edgware es un barrio del municipio londinense de Barnet. Se encuentra a unos 16 km (10 mi) al noroeste de Charing Cross, Londres, Reino Unido. Según el censo de 2011 contaba con una población de 76056 habitantes. El barrio fue identificado como una de las 35 principales áreas de la ciudad en el Plan de Londres.